# Nanorrhinum incanum
Nanorrhinum incanum är en grobladsväxtart som först beskrevs av Nathaniel Wallich, och fick sitt nu gällande namn av Betsche. Nanorrhinum incanum ingår i släktet Nanorrhinum och familjen grobladsväxter. Inga underarter finns listade i Catalogue of Life.